# Zagrađe (gmina Bar)
Zagrađe (cyr. Заграђе) – wieś w Czarnogórze, w gminie Bar. W 2011 roku liczyła 369 mieszkańców.